# James Cameron (missionnaire)
Pour les articles homonymes, voir James Cameron et Cameron.
James Cameron, né le 6 janvier 1800 à Dunkeld, dans le Perthshire et mort le 3 octobre 1875 à Madagascar, est un missionnaire écossais qui voyagea dans l'océan Indien. 

## Biographie
En mai 1826, s'installa sur la grande île de l'océan Indien jusqu'en 1835 puis se rendit au Cap pour quelques années. De retour à Madagascar en 1853, il y contribua à nouveau à son développement avant d'y mourir en 1875